# کورکور
کورکورها نام گروهی از پرندگان شکاری میان‌جثه از تیره بازان (شکاریان زردچشم) است. کورکورها با بال‌های دراز و زاویه‌دار و دم دوشاخه از دیگر شکاریان متمایز هستند. نر و ماده آن‌ها هم‌شکلند. روی درختان آشیانه می‌سازند و بیشتر از لاشهٔ جانوران تغذیه می‌کنند.
کورکورها در طبقه‌بندی زیستی در دو زیرخانوادهٔ Elaninae و Milvinae قرار می‌گیرند و چند پرنده از زیرخانواده Perninae هم کورکور نامیده می‌شوند. کورکور سیاه از شناخته‌شده‌ترین انواع آنهاست و کورکور حنایی و کورکور بال‌سیاه هم دو گونه دیگر بومی ایران هستند.

## زیستگاه
در مناطق نیمه‌بیابانی، استپ‌های خشک، دشت‌ها و دره‌های باز با درختان پراکنده، درختزارها، حاشیه رودخانه‌ها، بوته‌زارها و حاشیه جنگل‌ها به سر می‌برد و در زیستگاه‌های مناسب به مدت طولانی ساکن می‌شود

## نام ها دیگر
این پرنده در ادبیات فارسی با نام‌های خاد و غلیواج (صحاح‌الفرس: غنیواج) نیز شناخته شده است.